# Buyeo
Buyeo (부여?, 夫餘?, BuyeoLR, PuyŏMR; pronunciato [pujʌ]) fu un antico stato coreano, esistito in Manciuria settentrionale ed in parte nella Corea del Nord settentrionale tra il II secolo a.C. e il 494, anno in cui i suoi resti vennero assorbiti dal vicino Goguryeo. Sia Goguryeo che Baekje, due dei Tre regni di Corea, si considerarono suoi successori.
Sebbene le cronache siano sparse e contraddittorie, si suppone che, nell'86 a.C., Dongbuyeo (Buyeo orientale) si staccò dal Buyeo originale, chiamato Bukbuyeo (Buyeo settentrionale). Jolbon Buyeo era, invece, un piccolo stato tribale situato nel nord della penisola coreana e in Manciuria, dal quale ebbe forse origine Goguryeo.

## Storia

### Bukbuyeo
L'origine di Buyeo è sconosciuta ma sembra fosse già noto ai cinesi durante l'epoca dei Regni Combattenti. Il fondatore fu probabilmente Dongmyeong (diverso da Dongmyeong di Goguryeo, o Jumong). Dopo la fondazione, Hae Mo-su (解慕漱, il figlio del cielo) portò la corte reale nel suo nuovo palazzo, e fu proclamato re. Hae Mo-su chiamò il suo nuovo regno "Buyeo", in seguito conosciuto come "Bukbuyeo" (Buyeo settentrionale).
Buyeo iniziò ad intrattenere frequenti contatti con la Cina attraverso il comando militare di Xuantu durante la dinastia Han Orientale. Sebbene Buyeo avesse attaccato i confini cinesi nel 111, iniziò a pagare tributi agli Han a partire dal 120. L'anno seguente Buyeo inviò il principe Weichoutai (尉仇台) al comando militare cinese di Xuantu per difenderlo da un attacco del regno di Goguryeo. Alla fine della dinastia Han orientale Gongsun Du, un generale cinese di Liaodong, venne in aiuto di Buyeo per contrastare le invasioni Xianbei da nord e di Goguryeo da est. In seguito il regno di Wei, dopo aver decimato la famiglia Gongsun, inviò Guanqiu Jian all'attacco di Goguryeo. La terza spedizione guidata dal governatore del comando di Xuantu fu accolta con favore da Buyeo e permise di raccogliere nuove notizie su Buyeo.
Da quest'epoca Buyeo dovette subire diversi attacchi da stati più potenti fino al suo definitivo tramonto. Nel 285 la famiglia Xianbei dei Murong, guidata da Murong Hui, invase Buyeo spingendo re Uiryeo (依慮) al suicidio e la ricollocazione della corte a Okjeo. Visti i buoni rapporti con la dinastia Jìn (265-420), l'imperatore Wu restaurò il potere centrale installando un nuovo re, Uira (依羅). Un nuovo attacco di Goguryeo poco prima del 347 causò l'ulteriore declino del regno, che perse i suoi domini presso Harbin e dovette spostarsi verso Nong'an. Nel 347, Murong Huang della dinastia Yan Anteriore conquistò Buyeo catturando re Hyeon (玄) e tutto il suo seguito.
Già con la prima caduta del 285 molti abitanti di Buyeo fuggirono ad est verso la terra di Woju (沃沮) nella zona di Yanbian. Sembra che il regno di Goguryeo chiamasse questa stirpe i Buyeo orientali, in un'area che venne invasa prima dal re Gwanggaeto il Grande e poi conquistata da re Jangsu. Altri abitanti di Buyeo rimasero nella zona di Harbin sotto l'influenza di Goguryeo ed in effetti sembra che Buyeo pagasse tributi ai Wei Settentrionali ancora nel 457. Quest'area fu conquistata dai Malgal nel 494 e la famiglia reale fuggì definitivamente nel regno di Goguryeo.
Secondo il Samguk Sagi, nel 504, l'emissario tributario Yesilbu menzionò che l'oro di Buyeo non poteva più essere ottenuto come tributo poiché Buyeo era stato schiacciato dai Malgal e dai Somna e assorbito da Baekje. Nel 538, molto dopo la caduta di Buyeo, Baekje cambiò nome in Nambuyeo (Buyeo meridionale).

### Dongbuyeo
Secondo il Samguk Sagi e altri libri, il regno di Dongbuyeo (86 a.C.–22 d.C.) ebbe origine dalla terra degli Okjeo nel Bukbuyeo orientale. Il re di Bukbuyeo era morto, e suo fratello Hae Buru salì al trono al suo posto. Hae Buru trovò un bambino d'oro di aspetto simile ad una rana sotto una grossa roccia: lo chiamò Geumwa, che significa appunto "rana dorata", e in seguito lo nominò principe ereditario. Divenuto re, Geumwa incontrò Yuhwa, figlia del dio dei fiumi Habaek, e la portò a palazzo. Ingravidata dalla luce del sole, ella depose un uovo dorato, che Geumwa cercò di distruggere ma, fallendo, le restituì. Dall'uovo nacque il futuro fondatore di Goguryeo, Jumong, che fuggì a Jolbon Buyeo dopo i numerosi tentativi di assassinio da parte dei sette figli di re Geumwa.
Il figlio maggiore di Geumwa, Daeso, divenne re dopo suo padre e attaccò Goguryeo durante il regno di re Yuri. Daeso fu poi ucciso dal successore di Yuri, re Daemusin. Dopo un conflitto interno, Dongbuyeo cadde e fu assorbito da Goguryeo.
La stele di Gwanggaeto identifica Dongbuyeo come stato-vassallo di Goguryeo, molto tempo dopo la sua caduta. Vista l'incongruenza della cronologia con il Samguk Sagi, il Dongbuyeo menzionato sulla stele è largamente considerato dagli storici come un possibile movimento di restaurazione del regno scomparso, nato intorno al 285.

## Lista dei sovrani
- Dongmyeong
- Hae Buru di Dongbuyeo (?-circa 60 a.C.)
- Geumwa di Dongbuyeo (circa 60-circa 20 a.C.)
- Daeso di Dongbuyeo (circa 20 a.C.-22 d.C.)
- Galsa (22-?)
- Haessi
- Dodu (?-68)
- Butae (?-II secolo)
- Wigutae (?-II secolo)
- Ganwigeo (II-III secolo)
- Mayeo (III secolo)
- Uiryeo (?-285)
- Uira (286-?)
- Hyeon (?-346)
- Yeoul
- Jan (?-494)

## Cultura
I costumi e la cultura di Buyeo sono descritti principalmente nell'opera cinese Sanguo Zhi (Cronaca dei Tre Regni). Il popolo di Buyeo praticava l'agricoltura e all'epoca delle cronache possedeva già una complessa struttura sociale, presumibilmente ispirata al modello cinese. Sembra che i titoli ufficiali fossero ispirati a nomi di animali. La capitale di Buyeo è stata in passato identificata con Nong'an nella provincia cinese di Jilin ma secondo altre fonti sarebbe da collocare nei pressi di Harbin.

## Lascito
Le dinastie di Goguryeo e Baekje sostenevano di discendere da Buyeo. Secondo la leggenda re Dongmyeong, il fondatore di Goguryeo, era un principe di Buyeo. I libri coreani di storia medievale descrivono Goguryeo come originariamente composta da più regioni, tra le quali Jolbon Buyeo (졸본부여, 卒本扶餘), governata da re Dongmyeong. In seguito anche Baekje cambiò ufficialmente il suo nome in Nambuyeo (남부여, 南夫餘 "Buyeo Meridionale") nel 538. È noto infatti che secondo il Samguk Sagi il fondatore del regno di Baekje, re Onjo, sarebbe stato un figlio di re Dongmyeong. Questi titoli suggeriscono che Goguryeo e Baekje si consideravano successori dell'antico regno di Buyeo. Per questo stesso motivo gli storici coreani considerano il regno di Buyeo come uno dei principali antenati della Corea moderna.